# Sakurako-san no Ashimoto ni wa Shitai ga Umatteiru
Sakurako-san no Ashimoto ni wa Shitai ga Umatteiru (櫻子さんの足下には死体が埋まっている lit. Un cadáver está enterrado bajo los pies de Sakurako?), conocido en idioma inglés como A Corpse is Buried Under Sakurako's Feet, es una serie de novelas ligeras japonesas de misterio escritas por Shiori Ōta y con ilustraciones por Tetsuo. Kadokawa Shōten ha publicado doce volúmenes desde 2013 bajo su sello Kadokawa Bunko, con más de 600,000 copias en impresión. Una adaptación al anime para la televisión a cargo de Troyca salió al aire en Japón entre octubre y diciembre del 2015

## Argumento
Sakurako Kujō, además de muy bella, es una genio de unos veinticinco años cuya vida se centra alrededor de una cosa y solo una cosa: los huesos. Con poca tolerancia hacia los demás, estaría completamente aislada en su estudio lleno de esqueletos, si no fuera por el estudiante de instituto Shoutaro, su nuevo asistente y compañero constante. Siempre que los dos van juntos, hay muchas posibilidades de que se encuentren algún cadáver.

## Personajes
Sakurako Kujō  ( 九 条 櫻子Kujō Sakurako )
Interpretada por: Ami Koshimizu (CD drama), Shizuka Itō (anime), Alisa Mizuki (acción real)
La protagonista de la historia. Ella es una mujer hermosa aguda que viene de una familia prominente y vive en una gran casa antigua con solo un ama de casa como un compañero. Ella tiene un hobby de recoger los huesos de animales muertos y reconstruirlos. Sin embargo, ella está más interesada en los restos humanos. Y con su ser un osteólogo , también desarrolló habilidades forenses de su tío, un destacado científico forense en la prefectura, y ha ayudado con muchos asesinatos sin resolver. Ella tiene aversión por las relaciones interpersonales, aunque tiene un prometido trabajando con la Policía de la Prefectura de Hokkaido. A menudo se refería a Shōtaro como "shōnen" ("chico") en lugar de su verdadero nombre.
Shōtarō Tatewaki  ( 館 脇 正 太郎Tatewaki Shōtarō )
Interpretado por: Yūki Kaji (CD drama), Junya Enoki (anime), Taisuke Fujigaya (acción real)
Es un chico de escuela secundaria que ayuda a Sakurako en sus expediciones de excavación de huesos. Sucede que siempre encuentran restos humanos en el proceso. Él mantiene a Sakurako bajo control, ya que tiende a volverse loco y tratar de mantener los restos humanos para ella.
Yuriko Kōgami  ( 鴻 上 百合 子Kōgami Yuriko )
Interpretado por: Ayaka Imamura (anime)
El compañero de clase de Shōtarō que sigue siendo entrelazado con sus casos por casualidad.
Ume Sawa  ( 沢 梅Sawa Ume ) / Gran ( ば あ や さ んBaaya-san )
Interpretado por: Masako Isobe (anime)
La cuidadora de Sakurako, que es bondadosa pero también estricta, particularmente cuando se trata del amor de Sakurako por los dulces.
Itsuki Isozaki  ( 磯 崎 齋Isozaki Itsuki )
Interpretado por: Shunya Hiruma (CD drama), Akira Ishida (anime)
Un profesor de ciencias de la vida en la escuela de Shotaro. Es guapo y un poco arrogante, aunque sí cuida a sus estudiantes.
Sōko Chiyoda  ( 千代 田 薔 子Chiyoda Sōko )
Interpretada por: Kikuko Inoue (anime)
Naoe Ariwara  ( 在 原 直 江Ariwara Naoe )
Naoe es el prometido de Sakurako que trabaja como oficial de policía, y se hace cargo de ella cuando trabaja en un caso.
Hiroki Utsumi  ( 内海 洋 貴Utsumi Hiroki )
Interpretado por: Hiroki Takahashi (anime)
Utsumi es un oficial de policía que a menudo ayuda a Sakurako y Shōtarō en los casos.
Hector ( へ ク タ ーHekutā )
Un perro previamente propiedad de una familia Sakurako ayudó. Después de que dicha familia se trasladó a un apartamento que dieron Hector a Sakurako. Hector exhibe constantemente un poderoso interés y entusiasmo hacia los cadáveres, y los busca y se queda cerca de ellos cuando los encuentra, y se emociona como Sakurako cuando llegan nuevos esqueletos.
Haruto Imai  ( 今 居 陽 人Imai Haruto )
Interpretado por: Tetsuya Kakihara (anime)
Hanabusa  ( 花房Hanabusa )
Interpretado porTakehito Koyasu (anime)
Un pintor profesional. Él es el cerebro detrás de muchos de los homicidios que Sakurako investiga.